# 天桥剧场
天桥剧场，位于北京市西城区北纬路30号，隶属中央芭蕾舞团，由北京中芭演出有限公司全权经营管理。

## 简介
天桥剧场位于北纬路南侧，坐西朝东，隔新农街面对天桥市民文化广场。天桥剧场始建于1953年。1954年1月16日落成。该剧场最初名为“和平剧场”，不久便改名为“天桥剧场”；“文化大革命”中一度更名为“红卫兵剧场”，后来恢复原名“天桥剧场”。1991年，国家投资在原址翻建天桥剧场，于2001年建成，成为专业演出芭蕾舞、歌剧、交响乐的剧场。
天桥剧场自东向西分成文化广场、大堂、观众厅、舞台、演员公寓五部分。剧场内设贵宾休息室及包厢休息室，是北京市最豪华的观看演出场所之一。天桥剧场的观众厅分为三层，其中一层和二层各设贵宾休息室一套，三层配有多功能厅。天桥剧场的公寓配有客房100多套，包括标准间、单人间、套间，三层是特色餐厅。天桥剧场内部分为前厅、观众厅和贵宾休息厅三个部分。